# Audeoudia grisella
Audeoudia grisella är en fjärilsart som beskrevs av Joannis 1927. Audeoudia grisella ingår i släktet Audeoudia och familjen mott. Inga underarter finns listade i Catalogue of Life.